# Kaj Olsen
Kaj Olsen, (født ?? – død ??), var en dansk professionel bokser i fjervægt.
Kaj Olsen debuterede som professionel den 14. juli 1922 i København mod landsmanden Ejnar Møller, der blev pointbesejret efter 6 omgange. Kaj Olsen boksede yderligere 4 kampe i 1922 (alle i København), hvoraf 2 blev vundet, én tabt og én endte uafgjort. 
Kaj Olsen holdt derefter en pause i karrieren, der dog blev genoptaget i 1925 med en sejr over svenskeren Hjalmar Tancred i Stockholm. Kaj Olsen tabte herefter sine næste 6 kampe, herunder en kamp over 4 omgange mod ”Vidunderbarnet” Anders Petersen i Forum i København. Efter denne stribe nederlag vandt Olsen en række kampe, men sejrsrækken blev brudt, da han i København den 4. juni 1929 tabte til den svenske debutant Gustav Björnsson. Kaj Olsen tabte også returmatchen 11 dage senere i Sverige, og lagde herefter handskerne på hylden. Fem år efter, den 3. maj 1935 gjorde Kaj Olsen dog comeback mod Hirsch Demsitz i en kamp om det danske mesterskab i fjervægt, men tabte på teknisk knockout i 3. omgang. Olsen opgav herefter karrieren definitivt. 
Kaj Olsen opnåede 21 kampe, hvoraf de 8 blev vundet (ingen før tid), 10 tabt (3 før tid) og 3 uafgjorte. 10 af kampene blev bokset i Sverige. 